# Сядейский, Тихон Иванович
Тихон Иванович Сядейский (19 июля 1930 — 7 февраля 2019) — председатель исполнительного комитета Ненецкого окружного Совета народных депутатов (1970—1985). Почётный гражданин Нарьян-Мара.

## Биография
Родился 19 июля 1930 году в семье оленеводов. В 15 лет вступил в комсомол.
В 1951 году окончил Нарьян-Марское педучилище, а после поступил в Ленинградский Государственный педагогический институт имени А. И. Герцена.
После окончания института в 1955 году направлен в деревню Шойну — директором ненецкой Канинской школы.
В то время школа была центра просвещения и культурной жизни оленеводов Канинской тундры и рабочих рыбопричала, рыбаков и охотников. И здесь он проявил себя активным и неравнодушным человеком: вести о молодом, симпатичном и активном педагоге и руководителе быстро разлетелись по округу и дошли до Нарьян-Мара.
В 1957 году избран вторым секретарем Ненецкого окружкома ВЛКСМ. Через три года за хорошую работу его повысили до первого секретаря.
В 1967 году с отличием окончил Высшую партийную школу при ЦК КПСС и получил новое назначение — стал секретарем окружкома КПСС по вопросам идеологии.
С мая 1970 года и в течение последующих пятнадцати лет Тихон Иванович — председатель исполнительного комитета окружного Совета народных депутатов.
Именно в это время активно развивалось народное хозяйство округа: шло строительство домов, больниц, осуществлялась газификация города, возводились животноводческие фермы, социальные объекты. Впервые в истории страны за полярным кругом, под непосредственным руководством Тихона Ивановича, были построены очистные сооружения.
В 1987 году ему доверили руководство советом ветеранов войны и труда.
Огромными усилиями были созданы первичные организации по всему округу. Сегодня каждый ветеран может обратиться в эту организацию и знать при этом, что ему обязательно помогут решить тот или иной вопрос. На заслуженный отдых окончательно он ушел только в 83 года, но все равно, оставаясь почетным председателем совета ветеранов, не пропускал ни одного значимого события.
В 2005 году Тихон Иванович выпустил первую книгу «Советское не устаревает», а в 2013 году — «Живу и помню», где представлял философские размышления о прошлом и настоящем страны, Ненецкого округа и живущих здесь людей.

— Какой самый мудрый совет вы получили от эвенков и ненцев? 
— Очень долго моим помощником был Тихон Иванович Сядейский. Сын оленевода, он стал руководителем края. Я четко усвоил его постулат: человек, живущий в тундре, не имеет права на ошибку.— Артур Чилингаров (Герой Советского Союза и Герой Российской Федерации — один из четырёх человек, удостоенных обоих званий)
Скончался 7 февраля 2019 года.

## Награды
Ордена:
- «Трудового Красного Знамени»;
- «Дружбы народов»;
- «Знак Почета».

Медали:
- «За доблестный труд. В ознаменование 100-летия со дня рождения Владимира Ильича Ленина»;
- «За преобразование Нечерноземья РСФСР»;
- «За особые заслуги перед Ненецким автономным округом»[3].